# Trần thức Thái cực quyền

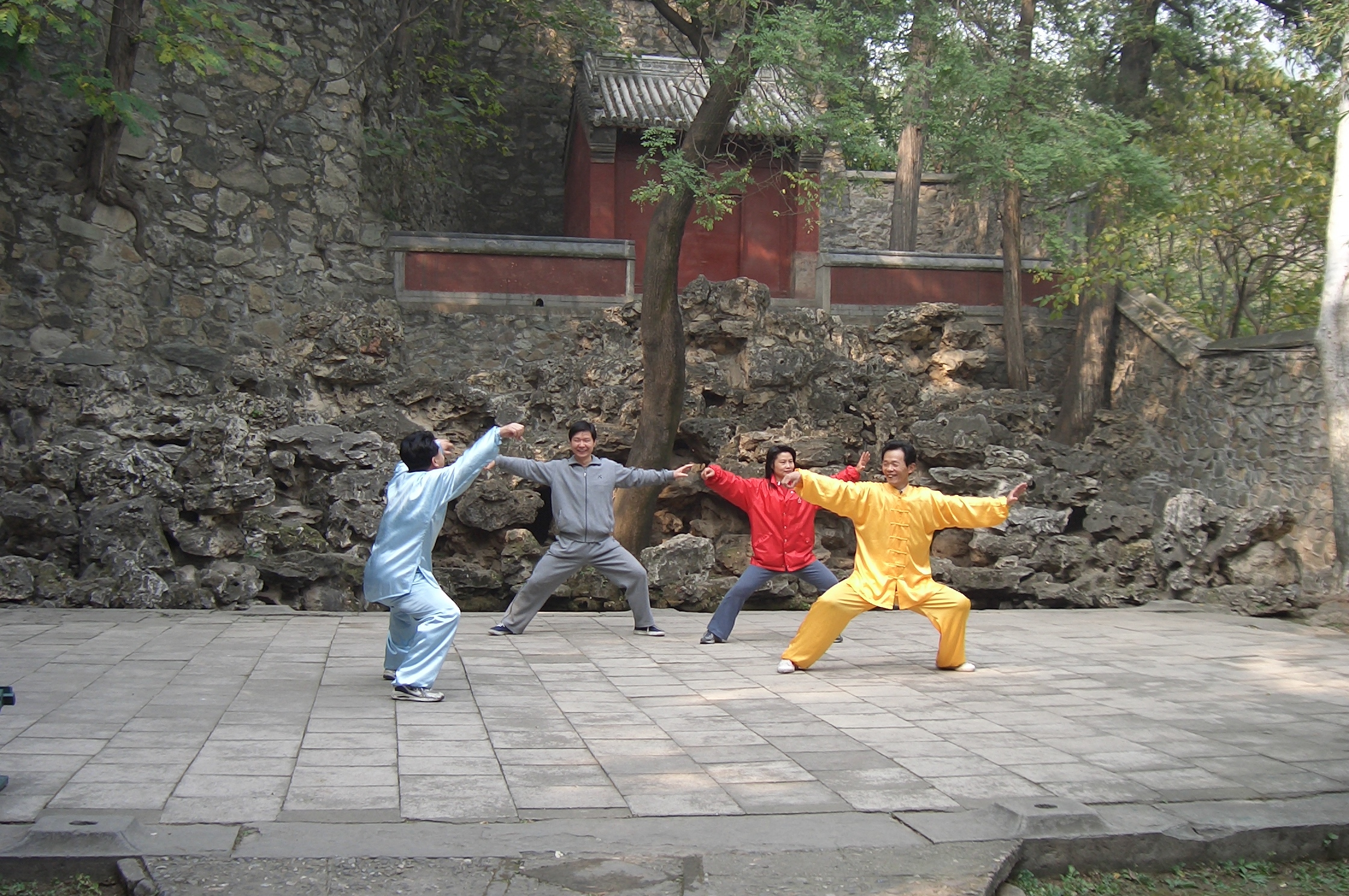
Chiêu thức Đơn tiên trong Thái cực quyền của họ Trần

Trần thức Thái cực quyền (tiếng Trung: 陳式太極拳), còn được gọi là Trần gia Thái cực quyền (陳式太極拳) hay Trần thị Thái cực quyền (陳氏太極拳), là trường phái Thái cực quyền của dòng họ Trần, được quyền sư nổi tiếng Trung Hoa, Trần Vương Đình (Chen Wang Ting, 陈王廷), sáng tạo vào giai đoạn Minh mạt Thanh sơ và được các thế hệ con cháu trong dòng họ trau truốt, tinh luyện qua nhiều thế hệ.
Nếu không tính đến huyền thoại về những tổ sư khai sáng Thái cực quyền, Trương Tam Phong và Vương Tông Nhạc, mà giới võ học chưa thể bạch hóa, Thái cực quyền của dòng họ Trần khởi nguồn từ Trần Vương Đình được công nhận là nguồn cội của nhiều dòng phái Thái cực quyền về sau. Trong số đó đáng chú ý là Dương thức Thái cực quyền do Dương Lộ Thiền (1799-1812); và Võ thức Thái cực quyền do Võ Vũ Tương (1812-1880) sáng lập. Hai ông học Trần thức Thái cực quyền từ cháu thứ 14 của dòng họ Trần, trong đó Dương Lộ Thiền thụ truyền từ Trần Trường Hưng (陳長興, 1771-1853) và Võ Vũ Tương sở đắc lý pháp Trần gia Thái cực quyền từ Trần Thanh Bình (陳清苹, 1795-1868).

## Lịch sử

### Khởi nguyên
Cuối thế kỷ 14, một người nông dân tên Trần Bốc (Chen Bu hoặc Chen Pu 陳仆) tới cư ngụ tại một làng nhỏ thuộc huyện Ôn (Wenxian), tỉnh Hà Nam, phía Bắc sông Hoàng Hà (Huanghe). Ông là người tỉnh Sơn Tây (Shanxi), và là tổ của gia đình họ Trần. Làng mà ông tới cư ngụ về sau được gọi là Trần Gia Câu (Chenjia Gou, 陳家沟). Theo một số người trong gia tộc họ Trần, môn võ (Thái cực quyền) khởi nguyên từ tổ phụ Trần Bốc, tuy nhiên nhiều học giả đã bác bỏ điều này và thừa nhận chính Trần Vương Đình (Chen Wangting, 1600-1680) mới là khởi nguyên của Thái cực quyền dòng họ Trần.
Trần Vương Đình sống vào cuối đời Minh đầu nhà Thanh, là người đất Ôn, tỉnh Hà Nam, đời thứ 9 của dòng họ Trần ở Trần Gia Câu. Trong thời nhà Minh, Trần Vương Đình từng giữ chức vụ tuần phủ, án sát Sơn Đông, Trực Lệ, tỉnh Hà Bắc và là Liêu Đông kiêm chức giám quân, chống nhau với giặc Thanh hơn 4 năm. Quyển Trần thị Gia phổ (陳家氏譜 Chenshi Jia Pu) có ghi: Ông sinh vào cuối triều đại nhà Minh đầu triều đại nhà Thanh, danh tiếng tại tỉnh Sơn Đông, đánh đuổi quân cướp, và là người đầu tiên đem vào gia đình ông môn quyền, đao và thương, ông thường sử dụng cây đại đao.
Năm 1644 khi nhà Minh mất, Trần Vương Đình lui về ẩn cư. Từ đây ông tập trung nghiên cứu, tổng hợp các môn võ thuật đương thời, lấy 29 thức trong số 32 thức của Quyền kinh của Thích Kế Quang, để cải tạo thành một bài riêng truyền lại cho con cháu. Thái cực quyền được Trần Vương Đình truyền lại cho con cháu trong họ, đời đời luyện tập và không ngừng cải tiến tinh luyện. Cuốn Trần thị gia phổ cũng cho biết Trần Vương Đình tuy đem vào dòng họ 3 môn quyền, đao, thương, nhưng các đời về sau chỉ còn truyền lại quyền mà thôi.

### Hệ thống công phu
Trước thế kỷ 14, theo Trần thị gia phổ hệ thống võ học của dòng họ Trần bao gồm 7 quyền lộ: Đầu sáo quyền (Toutaoquan) còn được gọi Thập tam thức (Shisan Shi); Nhị sáo quyền (Ertaoquan); Tam sáo quyền (Santaoquan) còn được gọi là Đại tứ sáo trùy (Dasitaochui); Tứ sáo quyền (Sitaoquan) còn được gọi là Hồng quyền (Hongquan) hay Thái tổ hạ nam đường (Tauzu Xia Nantang); Ngũ sáo quyền (Wutao quan); Trường quyền (Chang quan) còn được gọi là Nhất bách linh bát thức (Yibailingba Shi); Pháo trùy (Paochui). Hệ thống kỹ thuật này còn kiêm các công phu Đoản đả (Duanda); Tán thủ (Sanshou); Kiều thủ (Jishou); Lược thủ (Lueshou); Sử thủ (Shushou), Tam thập lục cổn diệt (Sanshiliu Gunyue); Kim cang thập bát noa pháp (Jingang Shiba Nafa). Ngoài ra là binh khí với Đơn đao (Dandao); Song đao (Shuangdao); Song kiếm (Shuangjian); Song giản (Shangjian), Bát thương (Baqiang); Bát thương đối thích pháp (Baqiang Dui Cifa); Thập tam thương (Shisanqiang); Hoàn hậu Trương Dực Đức tứ thương (Huan Hou Zhang Tesi qiang); Nhị thập tứ thương (Ershisiqiang Lianfa); Bàng la bảng (Panluobang) Xuân thu đao (Chungqiuđao); Bàng la bảng luyện pháp (Panluobang Lianfa); Tuyền phong côn (Xuanfenggun); Đại chiến phác liêm (Dazhan polian). Trong hệ thống quyền pháp Trần gia nổi lên 2 quyền lộ chính: Trường Quyền vốn xuất xứ từ quyền pháp của Thích Kế Quang dài và phức tạp, và Thập Tam Thức vốn lấy từ Thái cực quyền Phổ của Vương Tông Nhạc. Tuy vậy, Trần gia Thái cực quyền chủ yếu vẫn là Trường Quyền, còn Thập Tam Thức do con cháu họ Trần học lại từ Vương Tông Nhạc về sau.

### Trần gia Lão giá và Tân giá
Cho đến thời cận đại, đời thứ 14 của dòng họ Trần vào thế kỷ 19, Thái cực quyền của dòng họ Trần phát sinh thành hai nhánh. Một chi nhánh xuất từ Trần Sở Nhạc (Chen Suoyue) truyền bởi Trần Hữu Bản (Chen Youben 陈有本) và Trần Hữu Hằng (Chen Suoyue). Một chi nhánh khác xuất phát từ Trần Trường Hưng (Chen Changxing hoặc Ch'en Chang-hsing 陳長興, 1771-1853). Trong khi Trần Trường Hưng vẫn đi theo hệ thống gia truyền gọi là Lão giá ("Thái cực quyền Trần gia Lão giá", hay "Thái cực quyền Trần gia Đại giá"), Trần Hữu Bản đã cải tiến Thái cực quyền do tổ phụ để lại thành hệ thống Tân giá (xinjia 新架) (Thái cực quyền Trần gia Tân giá). Tuy vậy, hệ thống Tân giá Thái cực quyền vẫn dựa chủ yếu trên nền Lão giá. Theo truyền thuyết, ba quyền sư này đã tóm gọn lại quyền giá, từ 7 bài quyền xưa chỉ còn lại 2 bài: Đệ nhất lộ (Diyliu) và Pháo trùy quyền (Paochui). Về sau, Trần Thanh Bình (Chen Qingping hoặc Ch'en Ch'ing-p'ing 陳清苹, 1795-1868) lại sáng tạo thêm các động tác mới và cải tiến quyền thức gọn gàng hơn, hình thành nên Tiểu giá (xiao jia 小架) Thái cực quyền, là bộ thứ 2 trong Tân giá quyền thức của Trần gia. Kỹ pháp do Trần Thanh Bình nhuận sắc và truyền dạy cũng được gọi là Bảo giá hay Triệu Bảo gia Thái cực quyền.
Vào thế kỷ 20, Chi nhánh Trần thức Đại giá khởi nguồn từ Trần Trường Hưng lại chia ra hai chi phái Bảo giá của Trần Chiếu Phi (Chen Zhaopi, 1893-1972) và Tân giá của Trần Phát Khoa (Chen Fake, 1887-1957).